# Mas Genís
Mas Genís és una masia del municipi de Darnius (Alt Empordà). Consta de diferents construccions incloses en l'Inventari del Patrimoni Arquitectònic de Catalunya.

## Descripció
Mas format per la juxtaposició, en diferents èpoques, de diversos volums desiguals que s'orienten a migdia. S'aixeca damunt d'un desnivell molt accentuat, el qual dona lloc a l'existència d'habitacions semisoterrades. Els cossos de ponent són els més antics, i presenten un aparell irregular, amb llenços de paret fets amb pedres ben tallades i altres amb pedruscall. Tenen cobertes a una i dues vessants, sustentades per cairats de fusta o voltes de pedra. Els volums de migdia es destinaren al bestiar i als cereals recollits, mentre els de tramuntana s'empraren com habitatge. Al segle xix, amb l'expansió i creixement econòmic del mas s'efectuaren nombroses intervencions en direcció llevant. Apreciem en aquestes ampliacions la voluntat de crear una estructura més noble i alhora més segura -cal recordar que el mas es troba en un terra de frontera i, per tant, exposat als perills de qualsevol conflicte bèl·lic. Respecte a aquest darrer punt, notem que el volum principal compta amb una torre quadrada i dos matacans a les cantonades. Aquesta construcció principal presenta planta baixa i dos pisos; consta de tres crugies perpendiculars a la façana, sustentades per cairats de fusta. A la seva façana de migdia hi destaca una galeria amb cinc arcades que sobremunta un porxo de dues arcades fet amb pedruscall. La resta de volums se situen adossats o en funció d'aquest central.

## Mas Genís II
Mas de planta rectangular orientat a llevant amb planta baixa i pis. Consta de tres crugies perpendiculars a la façana. Les crugies de tramuntana i migdia estan cobertes per voltes de pedruscall, mentre la central, de proporcions més quadrades, disposa de quatre voltes d'arestes de pedra grassa suportades per un pilar central de pedra ben tallada. Com en altres masos d'aquesta zona l'accés al pis és exterior, i es fa mitjançant una escala que hi ha damunt un porxo de pedruscall. La disposició i tipologia del mas recorda enormement la de Can Guilló o Guillot, un altre dels masos que hi ha en el municipi (escales exteriors, voltes d'arestes, parament fet amb pedruscall, etc.). La coberta és a dues vessants. A la part posterior, mirant a ponent, tenim un volum que sobresurt del mur amb forma d'absis semicircular. La seva utilització o raó constructiva la desconeixem, encara que també hem vist una forma igual a Can Llapart, mas del municipi de Camós (Pla de l'Estany). Darrere del mas, i totalment separat de la seva estructura, trobem un graner de planta rectangular i coberta a una vessant.

## Masoveria
Casa situada a un quilòmetre i mig del poble. És una construcció de planta rectangular amb planta baixa i pis, orientada a llevant. L'accés es realitza per la banda de migdia a través d'una escala exterior que comunica directament amb la planta pis. A la planta baixa les dues crugies, cobertes amb voltes de pedruscall, servien per guardar el bestiar. El pis destinat a l'habitació dels masovers disposa de petites finestres, les quals, igual que la resta d'obertures i que les cantonades de la construcció, s'han emmarcat amb carreus de pedra ben tallats. La resta de l'aparell està conformat per pedres sense desbastar.